# Moslavac
Moslavac je bijela sorta grožđa i istoimenog vina, poznata po boji zlatnog žita.
Odlična je podloga za bortritisna vina i za sljubljivanje. U okusu se pronalaze osvježavajuće arome limuna i limete te breskve i meda. Ima dosta alkohola i kiselina koje omogućuju duže čuvanje.
Ostali nazivi u Hrvatskoj i drugim zemljama: Pušipel, Moslavec, Furmint blanc, Pošipon, Šipon, Grasa, Malvasia Verde, Sziget, Shipon, Luttenberger, Zapfner, Žilavka, Gelber Furmint, Mosler, Gelber Mosler, Moslavac bijeli, Furmint.

## Vanjske poveznice
- Mali podrum  Arhivirana inačica izvorne stranice od 28. rujna 2007. (Wayback Machine) - Moslavac; hrvatska vina i proizvođači